# Rezerwat przyrody Jezioro Kiełpińskie
Uzasadnienie:  To niemal te same obszary, dla rezerwatu można wydzielić sekcję. 
Rezerwat przyrody Jezioro Kiełpińskie – wodny rezerwat przyrody utworzony w 1988 r. na terenie gminy Łomianki w powiecie warszawskim zachodnim. Zajmuje powierzchnię 19,7624 ha (akt powołujący podawał 20,54 ha). W skład rezerwatu wchodzi starorzecze Wisły, zwane Jeziorem Kiełpińskim oraz łąki, pastwiska i grunty orne pasa przybrzeżnego o szerokości 50 m.
Celem ochrony jest zachowanie starorzecza Wisły z charakterystyczną fauną i florą, stanowiącego cenny obiekt do badań nad procesami samooczyszczania się wód stojących.

## Galeria

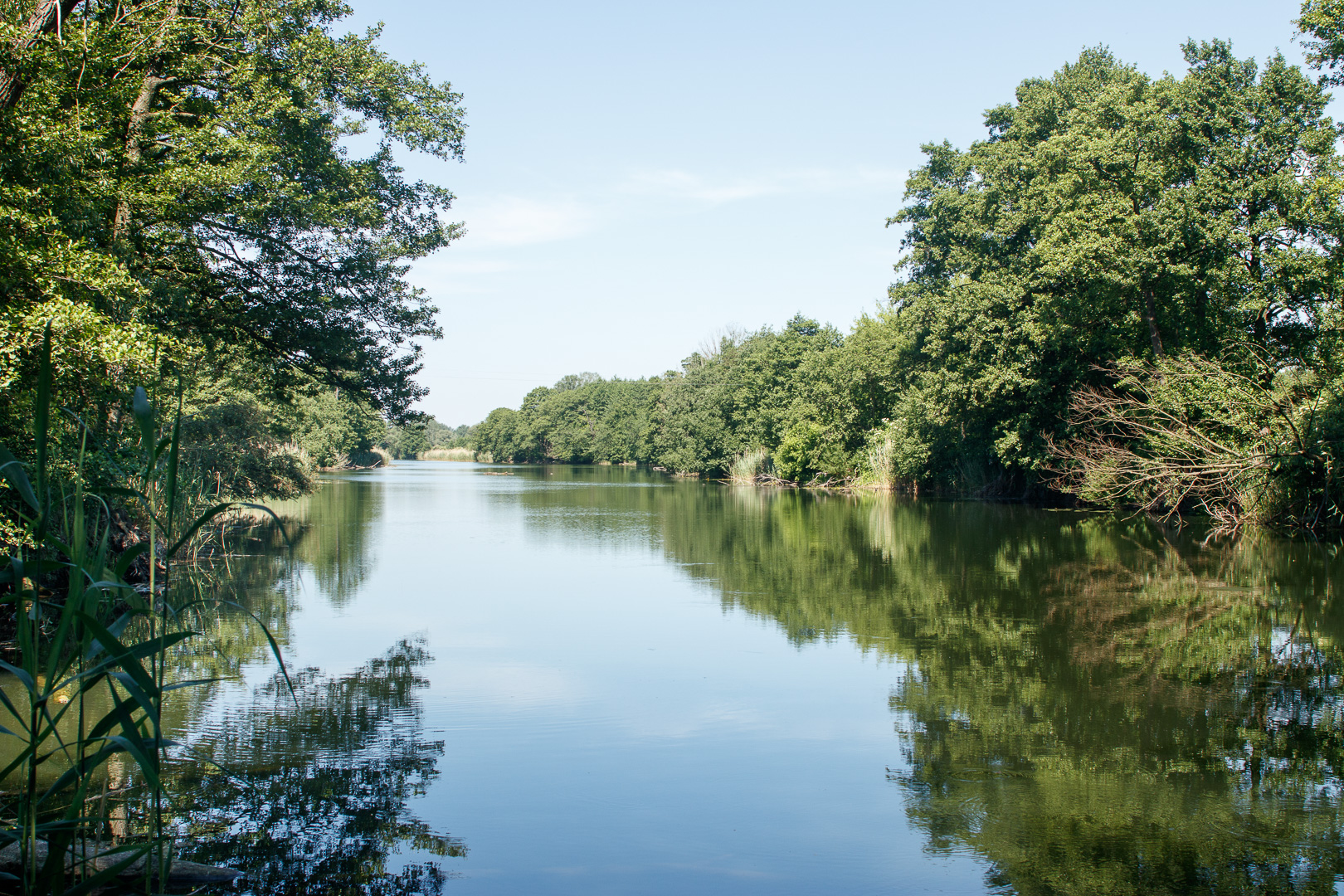
Jezioro Kiełpińskie widziane ze wschodniego krańca.
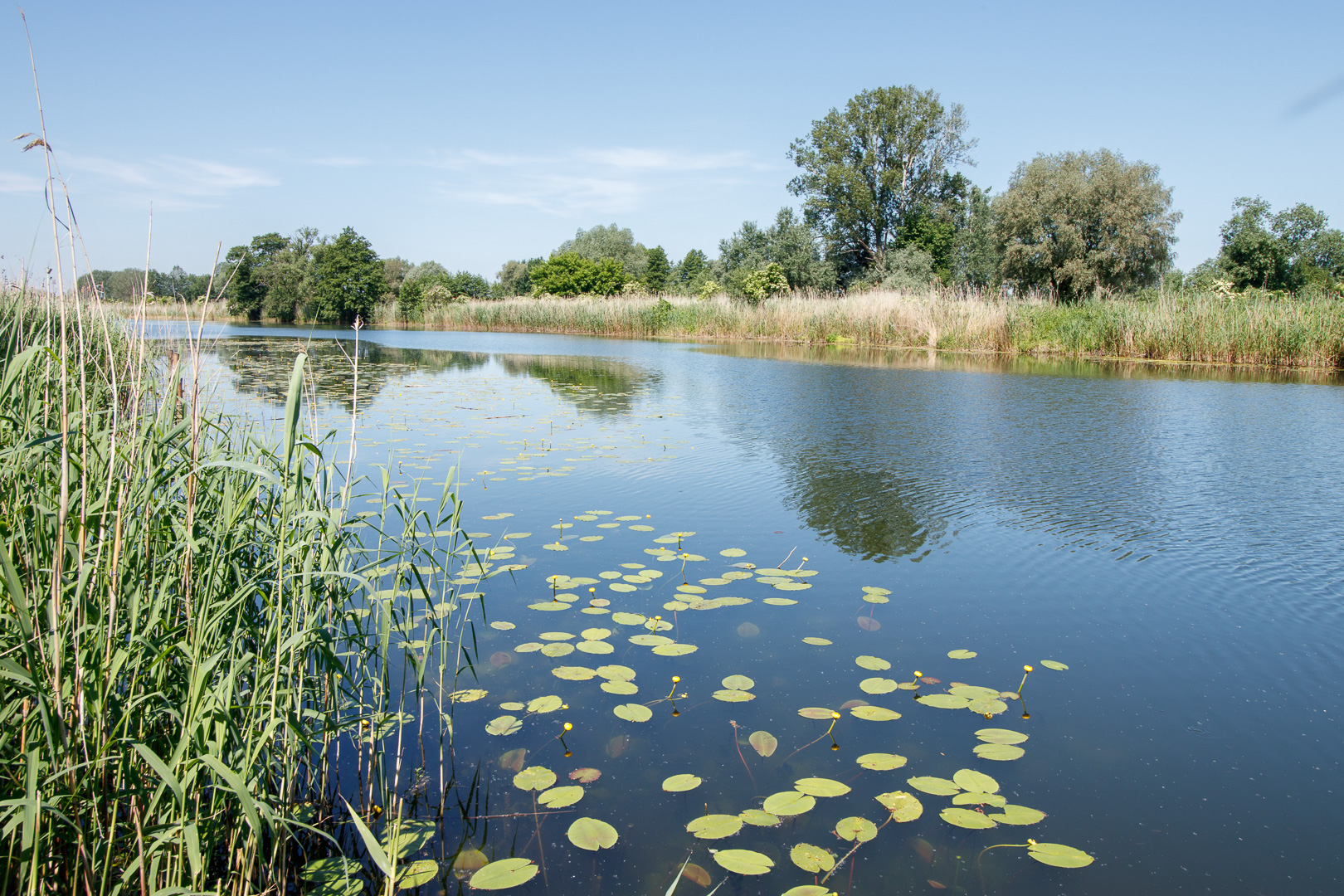
Jezioro Kiełpińskie – część centralna.